# Vaux-lès-Saint-Claude
Vaux-lès-Saint-Claude é uma comuna francesa na região administrativa de Borgonha-Franco-Condado, no departamento de Jura. Estende-se por uma área de 9,36 km². Em 2010 a comuna tinha 705 habitantes (densidade: 75,3 hab./km²).